# Media Factory
Media Factory (japonsky メディアファクトリー, Mediafakutorí), dříve Kabušiki gaiša Media Factory (japonsky 株式会社メディアファクトリー, Kabušiki gaiša Mediafakutorí), je japonské nakladatelství a divize společnosti Kadokawa Future Publishing. Bylo založeno 1. prosince 1986 a sídlí ve čtvrti Šibuja města Tokio. Nakladatelství bylo dceřinou společností Recruitu a jedním z prvních distributorů anime, které žádaly fanouškovské stránky o zastavení vlastního titulkování licencované tvorby. Dne 12. října 2011 bylo Media Factory zakoupeno společností Kadokawa Corporation za 8 miliard jenů. Dne 1. října 2013 přestalo být samostatnou společností a bylo spolu s dalšími osmi firmami spojeno s Kadokawa Corporation a stalo se divizí Kadokawa Future Publishing.
Media Factory vydává komiksový měsíčník Monthly Comic Alive a provozuje knižní obchodníku značku MF Bunko J. Kromě toho vlastní práva na distribuci knižní série The 39 Clues v Japonsku.

## Časopisy
Časopisy nakladatelství Media Factory.

### Vydávané
- Da Vinci (od roku 1994)
- Gekkan Comic Flapper (od roku 1999)
- Gekkan Comic Alive (od roku 2006)
- Gekkan Comic Gene (od roku 2011)
- Comic Cune (od roku 2015)
- Gene Pixiv
- Comic Essay gekidžó
- Fleur
  - Comic Fleur (od roku 2015)

### Ukončené
- Zappy (původně vydáváno společností Recruit)
- Jugem (1995–1999; původně vydáváno společností Recruit)
- Comic Alpha (1998–1999)
- Joo (2004–2013; v roce 2013 přesunuto pod Kadokawu Šoten)
- Comic sangokuši Magazine (2005–2009; nahrazeno časopisem Comic Historia)
- Comic Historia (2009–2011)
- Mei (2012–2013; v roce 2013 přesunuto pod Kadokawu Šoten)

## Obchodní značky

### Zabývající se light novelami
- MF Bunko J (od roku 2002)
- Novel 0 (od roku 2016)
- MF Books
- MF Bunko DA VINCI
- MF Bunko DA VINCI MEW
- Fleur Bunko Bleu Line
- Fleur Bunko Rouge Line

### Ostatní
- Jú Books (???–???; v roce 2014 přesunuto pod Kadokawu Šoten)
- Media Factory šinšo (2010–2015; v roce 2015 se stalo součástí obchodní značky Kadokawa šinšo)